# Rome: Total War
Rome: Total War est un jeu vidéo de stratégie au tour par tour et de tactique en temps réel développé par Creative Assembly et publié par Activision en octobre 2004. Le jeu est le troisième opus de la série des Total War et fait suite à Shogun: Total War et à Medieval: Total War dont il transpose le système de jeu dans l'Europe, l'Afrique du Nord et le Moyen-Orient de l'Antiquité pendant la phase de transition voyant la République romaine se transformer en l'Empire romain. Le jeu mélange des phases de stratégie au tour par tour, lors desquelles le joueur gère son empire province par province, et des phases d'affrontements tactiques se déroulant en temps réel dans un environnement en trois dimensions. Le joueur y contrôle une faction romaine cherchant à étendre sa domination sur la région pour y fonder un empire. Pour cela, le joueur peut faire appel à la puissance de son armée mais aussi à la religion, à l’espionnage, à la diplomatie et à l’économie.
À sa sortie, le jeu est bien reçu par la presse spécialisée, certains journalistes le désignant même comme l'un des meilleurs jeux de stratégie de tous les temps. En septembre 2005, le jeu a bénéficié d'une première extension – baptisée Barbarian Invasion – dont la campagne retrace la chute de l'Empire romain. Il a ensuite bénéficié d'une deuxième extension, publiée en juin 2006 sous le titre Alexander, retraçant les conquêtes d'Alexandre le Grand. Une suite, baptisée Total War: Rome II, a également été publiée en septembre 2013. En 2016, Feral Interactive a sorti une version de Rome: Total War pour l'iPad. En 2018, Feral a sorti aussi les versions pour l'iPhone et Android.

## Scénario
L'action se déroule durant l'Antiquité et débute en l'an 270 av. J.-C.. Le but du jeu est de conquérir et régner sur un empire d'une certaine taille.

## Système de jeu
Rome: Total War est un jeu vidéo de stratégie dont l’objectif est de bâtir un empire à travers l’Europe, l’Afrique du Nord et le Moyen-Orient de l'Antiquité. Dans la campagne principale du jeu, le joueur doit pour cela prendre le contrôle de cinquante provinces, gagner le soutien du peuple puis conquérir Rome, un mode « campagne courte » limitant ces conditions de victoires à la conquête de quinze provinces. Pour réaliser ses objectifs, le joueur peut faire appel à la force mais aussi à la religion et à la diplomatie. Comme ses prédécesseurs — Shogun: Total War et Medieval: Total War — le jeu mélange des phases de stratégie au tour par tour, lors desquelles le joueur gère les différentes provinces sous son contrôle et déplace ses armées, avec des phases de combats tactiques en temps réel se déroulant sur des champs de batailles spécifiques.

### Factions
Vingt factions sont disponibles dans le jeu. Au début de la campagne principale, le joueur ne peut contrôler que trois d'entre elles — les Julii, les Brutii et les Scipiones — correspondant aux familles romaines contrôlant une partie des provinces d'Italie et de Sicile. Ces dernières sont au départ alliées, leur objectif étant donc d'étendre leur sphère d'influence et de gagner le soutien du peuple en partant à la conquête de provinces étrangère. Lorsqu'une des familles devient trop influente, elle s’aliène progressivement le Sénat qui la déclare hors-la-loi, provoquant alors une guerre civile entre la famille rebelle et les trois autres factions. Une quatrième faction romaine, le Sénat baptisé S.P.Q.R. dans le jeu, n'est pas jouable et ne peut pas se lancer dans une politique de conquête, son existence se limitant à l'entretien d'une armée chargée de la défense de Rome. Les autres factions représentent d'autres provinces romaines ou nations majeures de l’époque — incluant la Gaule, l'Égypte, la Grèce, l'Arménie, la Britannia, les Daces, l'Hispanie, les Germains, la Macédoine, la Numidie, les Parthes, le royaume du Pont, Carthage, les Scythes, les Séleucides et les Thraces — certaines d'entre elles pouvant être débloquées au cours de la campagne. Enfin, de nombreuses factions rebelles — représentant des peuplades locales, des pirates ou des armées d'esclaves — sont également présentes sur la carte de campagne, celles-ci ne pouvant ni entraîner de troupes, ni attaquer une province. Chaque faction dispose d’un territoire, d’une religion et d’unités différentes, les factions appartenant à la même culture partageant cependant de nombreux points communs.

### Phase stratégique
La campagne principale de Rome: Total War permet au joueur de choisir l’une des factions jouables du jeu qu’il doit ensuite mener à la conquête d'un empire. Chaque faction contrôle au départ un certain nombre de provinces historiques, chaque province disposant d’une forteresse et d'un port si celle-ci est adjacente à la mer. Sur la carte de campagne, le joueur gère la construction des bâtiments ainsi que le recrutement et le déplacement de ses armées et de ses agents sur la carte, son objectif étant de défendre ses provinces et d’en conquérir de nouvelles. Pour cela, le joueur peut utiliser la force mais également jouer sur la diplomatie et l’économie ainsi que sur des moyens détournés comme l’espionnage ou le meurtre. Le mode campagne se déroule au tour par tour, chaque tour représentant une année et permettant au joueur de réaliser toutes les actions relatives à sa factions actions avant de laisser l’intelligence artificielle du jeu gérer les autres factions présentes sur la carte de campagne.
Pour se développer, le joueur doit s'assurer des revenus grâce aux taxes collectées dans les provinces et aux échanges commerciaux réalisés avec les provinces voisines. L'argent ainsi collecté lui permet, dans les provinces qu'il contrôle, de construire des bâtiments ou de recruter des unités. Outre les bâtiments ayant un impact sur l'économique de la province, comme le marché ou l'académie, le joueur a accès à de nombreux bâtiments militaires lui permettant de débloquer de nouveaux types d'unités. La plupart des unités sont communes aux différentes factions mais des unités spécifiques sont également disponibles, celles-ci ne pouvant être produites que par certaines factions ou dans certaines provinces. Chaque unité dispose de points forts et de points faibles. Outre les troupes armées, le joueur peut également recruter des unités non-militaires — les agents — pouvant agir sur la carte de campagne. Trois types d'agent sont ainsi disponibles : les émissaires, les espions et les assassins. Les émissaires peuvent être utilisés pour conduire des tâches diplomatiques, comme signer une alliance entre deux factions ou soudoyer une armée ennemie. De leur côté, les espions peuvent collecter des informations sur les provinces ou personnages adverses et les assassins peuvent tenter de tuer des personnages adverses, qu'ils soient généraux ou agents.
La population de chaque province est caractérisée par son bonheur. Ainsi, si le joueur augmente les taxes, le bonheur de son peuple diminue, alors que s'il baisse les taxes ou construit certains bâtiments comme un temple, un aqueduc ou un amphithéâtre, celui-ci augmente. Lorsque le bonheur d'une province passe en dessous d'un certain seuil, la population se révolte et revendique la province, forçant le joueur à les combattre afin de conserver le contrôle de son territoire.
Divers événements peuvent survenir au cours de la campagne, comme des révoltes civiles, une éruption volcanique, une épidémie de peste, une crue soudaine, la mise en application de la réforme militaire de Marius, etc. D'autres événements sont purement informatifs comme une découverte technique ou une évolution culturelle. Il faut aussi prendre en compte les morts, les naissances, les mariages et les adoptions qui surviennent dans la famille qu'incarne le joueur, afin de ne pas se voir pris au dépourvu lors du choix d'un héritier ou à l'occasion du décès du chef de la faction.

### Phase de combat
Les phases de combat se déroulent sur un champ de bataille représenté en trois dimensions. Comme dans Shogun: Total War et Medieval: Total War, deux armées s’y affrontent en temps réel jusqu’à la défaite ou la reddition de l’une d’entre elles. Ces phases de combats sont déclenchées lorsqu’un joueur ou l’intelligence artificielle déplace son armée sur une province tenue par une faction adverse, le joueur ayant alors l’option de jouer le combat ou d’autoriser l’ordinateur à en déterminer l’issue automatiquement. La configuration du terrain et les conditions climatiques sur le champ de bataille reflètent celles du point de rencontre entre les deux armées sur la carte de campagne, l'environnement et le climat variant en fonction de la région où se déroule le combat. Au cours de la bataille, chaque joueur contrôle une armée composée de différents types d’unités inspirées de l'Antiquité, incluant entre autres de l’infanterie, la cavalerie, les archers et les armes de siège. Chaque type d’unité dispose d’avantages et d’inconvénients dont le joueur doit profiter afin de remporter la victoire. Ainsi, les fantassins sont très efficaces contre la cavalerie mais leur lenteur et leur armure légère les rendent particulièrement vulnérables contre les archers. Afin de bénéficier d’un avantage tactique, les joueurs peuvent également utiliser le terrain à leur avantage et assigner des formations adaptées à la situation à leurs troupes. En combattant, les unités gagnent de l’expérience – désignée sous le terme « honneur » – leur permettant de gagner en efficacité au fur et à mesure qu’elles progressent. Les unités sont également caractérisées par leur moral qui s’accroît lorsque la bataille tourne en leur faveur et diminue dans les situations difficiles. En cas de lourdes pertes, le moral peut descendre suffisamment bas pour pousser les unités à la déroute, le joueur devant alors faire appel à son général pour tenter de les rallier afin qu’ils continuent à se battre. Contrairement à Medieval II : Total War, les unités en déroute ne peuvent pas être capturées puis restituées en échange d’une rançon. Le seul intérêt de pourchasser des fuyards réside donc dans l'assurance qu'ils ne se représenteront pas face à vous lors d'une bataille suivante. Les sièges constituent également un aspect important des combats dans le jeu. Ces derniers se déclenchent lorsqu’un joueur décide d’attaquer une armée s’étant retranchée dans une cité quel qu’en soit le niveau de développement. L’attaquant doit alors trouver un moyen de percer les défenses de la place forte avant d’engager et de vaincre l’armée adverse.

## Versions et extensions

### Versions
Une version de démonstration du jeu est publiée le 23 août 2004, celle-ci permettant au joueur d'incarner Hannibal lors de la bataille de la Trébie.

### Extensions

#### Barbarian Invasion
Le jeu a bénéficié d'une première extension développée par The Creative Assembly et publiée par Activision le 27 septembre 2005. Baptisée Barbarian Invasion, celle-ci propose une nouvelle campagne débutant en 363 apr. J.-C. au moment où une menace surgit pour défier l'Empire romain. Chaque faction a un but qu'il doit atteindre le premier : conquérir un certain nombre de territoires et des territoires spécifiques obligatoires. Il y a de nouvelles factions jouables : (Empire romain d'Orient, Empire romain d'Occident, Alamans, Francs, Saxons, Huns, Vandales, Sassanides, Goths) et de factions non-jouables (Burgondes, Lombards, Celtes, Slaves, Ostrogoths, Wisigoths, Britto-Romains, Berbères et Roxolans).
L'apport nouveau, outre une carte redessinée, se situe dans le principe des hordes pour certaines factions, offrant un défi de taille pour les joueurs romains devant y faire face. Dans l'épisode précédent, une civilisation qui ne disposait plus de cités disparaissait de la carte. Dans Barbarian Invasion, certaines factions comme les Vandales ou les Goths redeviennent un peuple nomade une fois leur dernière communauté perdue. Errant à la recherche d'une nouvelle province où s'établir, les hordes constituent une armée en marche difficile à contenir, n'hésitant pas à raser des cités, bien que leur objectif principal soit de s'y établir en délogeant leur propriétaire. En outre, il est désormais possible d'engager l'ennemi dans une bataille nocturne, offrant un bonus appréciable lors d'un siège à l'assaillant, ou encore de faire traverser un cours d'eau par les troupes légères (avec néanmoins le risque de les voir se noyer si elles sont trop épuisées) de façon à éviter le piège du passage de pont. Une autre innovation de taille est l'apparition de la religion dans le maintien de l'ordre public. Trois religions (Christianisme, Paganisme et Zoroastrisme) posent des problèmes de maintien de l'ordre et de concurrence entre les cités.

#### Alexandre
Une deuxième extension, elle aussi développée par The Creative Assembly, est publiée par Activision le 19 juin 2006 en Amérique du Nord et le 15 septembre en Europe. Baptisée Alexandre, celle-ci propose une nouvelle campagne qui retrace les exploits du roi de Macédoine jusqu'en Perse avec l'ajout de soixante nouvelles unités (telles que les Hypaspistes ou les Compagnons), six nouvelles batailles historiques, des modifications pour les batailles multijoueurs et 4 nouvelles factions (Armée d'Alexandre, Perses, Indiens et Barbares). Seule la faction macédonienne peut être jouée en mode campagne (les autres restant accessibles en mode bataille). Il contient aussi un contenu "en ligne".

### Modifications
Outre les extensions publiées par The Creative Assembly, de nombreuses modifications du jeu ont été mises à disposition en téléchargement par des fans du jeu. Le mod Rome: Total Realism tente par exemple de rendre le jeu plus réaliste en modifiant certains éléments du jeu original afin de les rendre plus conforme à la réalité historique. D'autres mod — comme Europa Barbarorum — visent à enrichir le contenu du jeu en introduisant de nouvelles factions et de nouvelles unités, voire en étendant la carte de campagne à des régions n'étant pas présentes dans le jeu original comme l'Irlande ou l'Inde. Enfin, certains mod transforment complètement le jeu afin de le transposer dans une autre région ou à d'autres époques historique. C'est le cas notamment de SPQR: Total War, dont la campagne retrace l'invasion de la Gaule par les romains, ou de Battles of Asia qui s'inspire de Shogun: Total War et transpose le jeu dans un Japon médiéval où s'affronte sept clans japonais, les chinois de la dynastie Ming et les mongols d'Kubilai Khan.

## Accueil

### Critiques
| Rome: Total War       |      |        |
| Média                 | Pays | Notes  |
| Eurogamer             | US   | 9/10   |
| Gamekult              | FR   | 8/10   |
| GameSpot              | US   | 91 %   |
| GameSpy               | US   | 4,5/5  |
| IGN                   | US   | 94 %   |
| Jeuxvideo.com         | FR   | 16/20  |
| Joystick              | FR   | 9/10   |
| PC Jeux               | FR   | 93%    |
| Compilations de notes |      |        |
| Metacritic            | US   | 92 %   |
| GameRankings          | US   | 91,6 % |

### Récompenses
- PC Gamer UK : 5e meilleur jeu PC de tous les temps[20]
- IGN : 4e meilleur jeu PC de tous les temps, 14e meilleur jeu de tous les temps[21],[22]
- PC Gamer US : Meilleur jeu de stratégie de l'année 2004
- GameSpy : Meilleur jeu de stratégie de l'année 2004 (choix des lecteurs)
- GameSpot : Meilleur jeu de stratégie de l'année 2004
- E3 2003 Game Critics Awards : Meilleur jeu de stratégie de l'année